# 土耳其社会主义工人党
土耳其社会主义工人党（土耳其語：Türkiye Sosyalist İşçi Partisi，缩写为TSİP）是土耳其的一个极左翼政党。该党成立于1974年6月16日。1980年土耳其政变后，该党被取缔。1993年1月3日，该党重建并合法化。该党的意识形态是共产主义、马克思列宁主义、斯大林主义、反修正主义。该党的主席是Turgut Koçak。该党的总部位于安卡拉。该党的口号是“用民主反对法西斯主义。用社会主义反对剥削和资本主义。”2024年，该党有155名党员。